# Jacques Deprat
Jacques Deprat (* 31. Juli 1880 in Fontenay-aux-Roses; † 7. März 1935 in den Pyrenäen) war ein französischer Geologe, Paläontologe und Schriftsteller. Deprat ist durch eine Fälschungsaffäre bekannt, in der er aber wahrscheinlich Opfer einer Intrige wurde. Als Schriftsteller hatte er das Pseudonym Herbert Wild.

## Leben
Deprat studierte Geologie in Besançon und Paris an der Sorbonne, wo er 1904 bei Alfred Lacroix über die Geologie von Euböa promoviert wurde. Er befasste sich auch mit der Geologie von Korsika und Sardinien. Bereits seit 1899 war er Mitglied der französischen geologischen Gesellschaft. Nach seiner Promotion ging er als Leiter zur geologischen Landeserkundung von Indochina (Service Geologique de l´Indochine, SGI) und zog mit seiner Familie 1909 nach Hanoi. Seine Veröffentlichungen zur Geologie Indochinas in den Abhandlungen der französischen Akademie der Wissenschaften und denen des SGI  verschafften ihm einen guten Ruf als Wissenschaftler. Er erhielt einen Preis der französischen geologischen Gesellschaft und mit dem Paläontologen des SGI Henri Mansuy (der auch ein bekannter Archäologe wurde und mit dem Deprat seine Exkursionen bis nach Südchina (Yünnan) durchführte) den Prix Tchihatchef der französischen Akademie der Wissenschaften.
1917 wurde er von seinem Vorgesetzten Honoré Lantenois (Chef-Ingenieur des Corps des Mines) und seinem Kollegen Mansuy der Fälschung von Fossilien beschuldigt – er sollte Trilobiten aus Böhmen in seine Sammlung von Fossilien Indochinas eingeschmuggelt haben. Die Trilobiten ähnelten sehr denen in Europa, eine Ähnlichkeit, die man damals für ausgeschlossen hielt (auch Deprat selbst sah dies als unwahrscheinlich an). Deprat sah sich als Opfer eines Komplotts, beschuldigte seinerseits Mansuy die Fossilien in die Sammlungen eingeschmuggelt zu haben und weigerte sich, sich einer Untersuchung zu stellen. Er wurde Ende 1917 suspendiert und auf die unterste Gehaltsstufe gesetzt. 1918 und 1919 wurde der Fall in Paris von einer Kommission von Wissenschaftlern unter Leitung des Diplomaten  Emmanuel de Margerie verhandelt und Deprat einstimmig schuldig gesprochen. Die Zusammensetzung der Kommission war allerdings von Lantenois beeinflusst und hatte nur einen wirklichen Experten für die zu untersuchenden Vorwürfe, der sich aber nicht festlegen wollte, so dass sich die Verhandlungen hinzogen. Erst als dieser plötzlich verstarb, kam die Kommission sehr schnell zu  dem für Deprat negativen Urteil. Im November 1919 wurde er aus der französischen geologischen Gesellschaft ausgeschlossen, womit seine wissenschaftliche Karriere beendet war.
Deprat begann nun eine Karriere als Schriftsteller. 1926 erschien sein autobiographisch gefärbter  Schlüsselroman Les Chiens aboient (Die bellenden Hunde) über die Affäre. Mit seinem Roman Le Colosse endormi (Der schlummernde Riese) gewann er 1931 den Grand Prix des Français d'Asie. Es folgten noch viele weitere Romane (erschienen bei Albin Michel), die auch in jüngerer Zeit wieder aufgelegt wurden. Als Schriftsteller lebte er in einem Ort in den Pyrenäen.
Deprat war ein passionierter Skifahrer und Bergsteiger und starb 1935 bei der Besteigung der Aiguiles d´Ansabère in den Pyrenäen unter Umständen, die verdächtig jenen glichen, die er in einem seiner Romane schilderte (La Paroi de Glace, die Eiswand, posthum 1936 erschienen).
Sein Fall wurde jedoch nicht vergessen. Unter anderem rollte der ehemalige Präsident der französischen geologischen Gesellschaft Michel Durand Delga den Fall auf  und 1991 wurde Deprat rehabilitiert und offiziell wieder in die französische geologische Gesellschaft aufgenommen. 1999 erschien ein englischsprachiges Buch von Roger Osborne über den Fall.

## Schriften
- Herbert Wild: Les Chiens aboient, Albin Michel 1926,  Online
- Herbert Wild: Der schlummernde Riese, Th. Knaur, 1927 (französisches Original: Le Colosse endormi, Albin Michel 1927)
- Herbert Wild: Dans les replis de dragon. Nouvelles d´asie, Edition Kailash 1997 (zuerst Albin Michel 1926)
- Herbert Wild: L´Autre Race, Edition Kailash 1999 (zuerst Albin Michel 1930)
- Herbert Wild: Le Conquérant, Editions du Chevalier 1924
- Herbert Wild: La Paroi de Glace, Editions de France 1936